# Vera (Chorwacja)
Vera (serb. Вера)– wieś w Chorwacji, w żupanii vukowarsko-srijemskiej, w gminie Trpinja. W 2011 roku liczyła 453 mieszkańców.